# Fabrizio Cortesi
Fabrizio Cortesi (1879 – 1949) è stato un botanico italiano.
Dopo Pietro Romualdo Pirotta e Emilio Chiovenda è stato direttore dell'Orto botanico di Catania. È stato anche membro del Museo nazionale di storia naturale di Francia e del Museo di storia naturale di Londra.

## Opere
- Piante medicinali coltivate, Genova, Società anonima editrice Dante Alighieri, 1942.